# Nöt-Crème

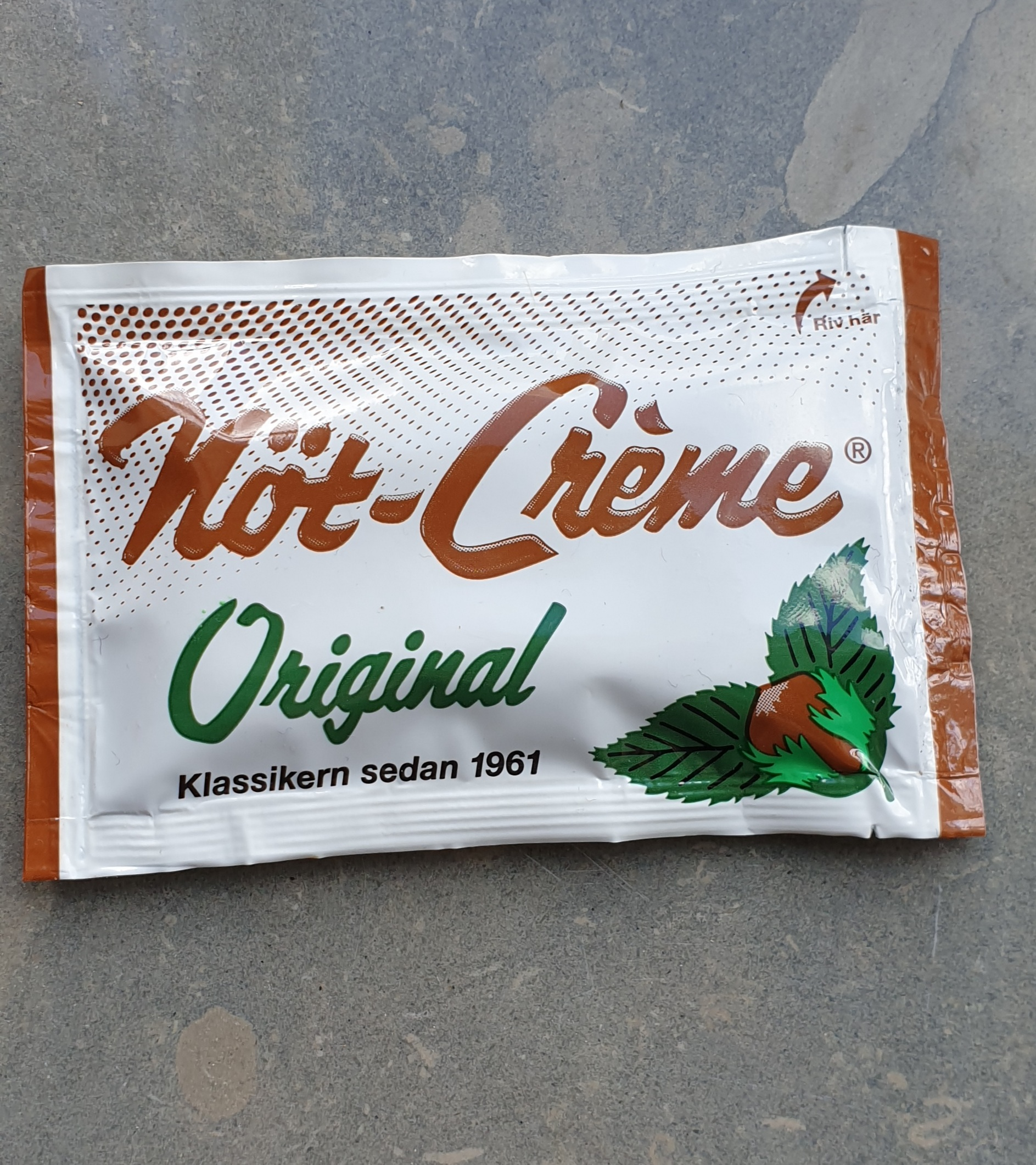
Nöt-Crème i påse.

Nöt-Crème är en kräm bestående av rostade hasselnötter, socker, vegetabiliskt fett, jordnötter, kakaopulver och vanillin. Nöt-Crème tillverkas av Printzells Confectionary AB i Hässleholm och säljs framför allt i småförpackningar om 18 gram.
Produktionen började efter det att karamelltillverkaren Bror Printzell flyttat från Mjölby till Hässleholm och 1961 köpt en maskin för paketering av livsmedel i små plastförpackningar för att tillverka en hälsokostartikel baserad på honung, eucalyptus och örter. Denna sålde dåligt, varför produktionen lades ned. Printzell fyllde då istället de små plastförpackningarna med karamellfyllning som en produkt till kakor och bullar.
En enda grossist köpte ett par lådor och i en kiosk i Göteborg blev Printzells Nöt-Crème en storsäljare, som snabbt spred sig över landet.
Förutom den lilla plastförpackningen tillverkas idag såväl chokladkulor och glass som innehåller Nöt-Crème.